# Benjamin Miskowitsch

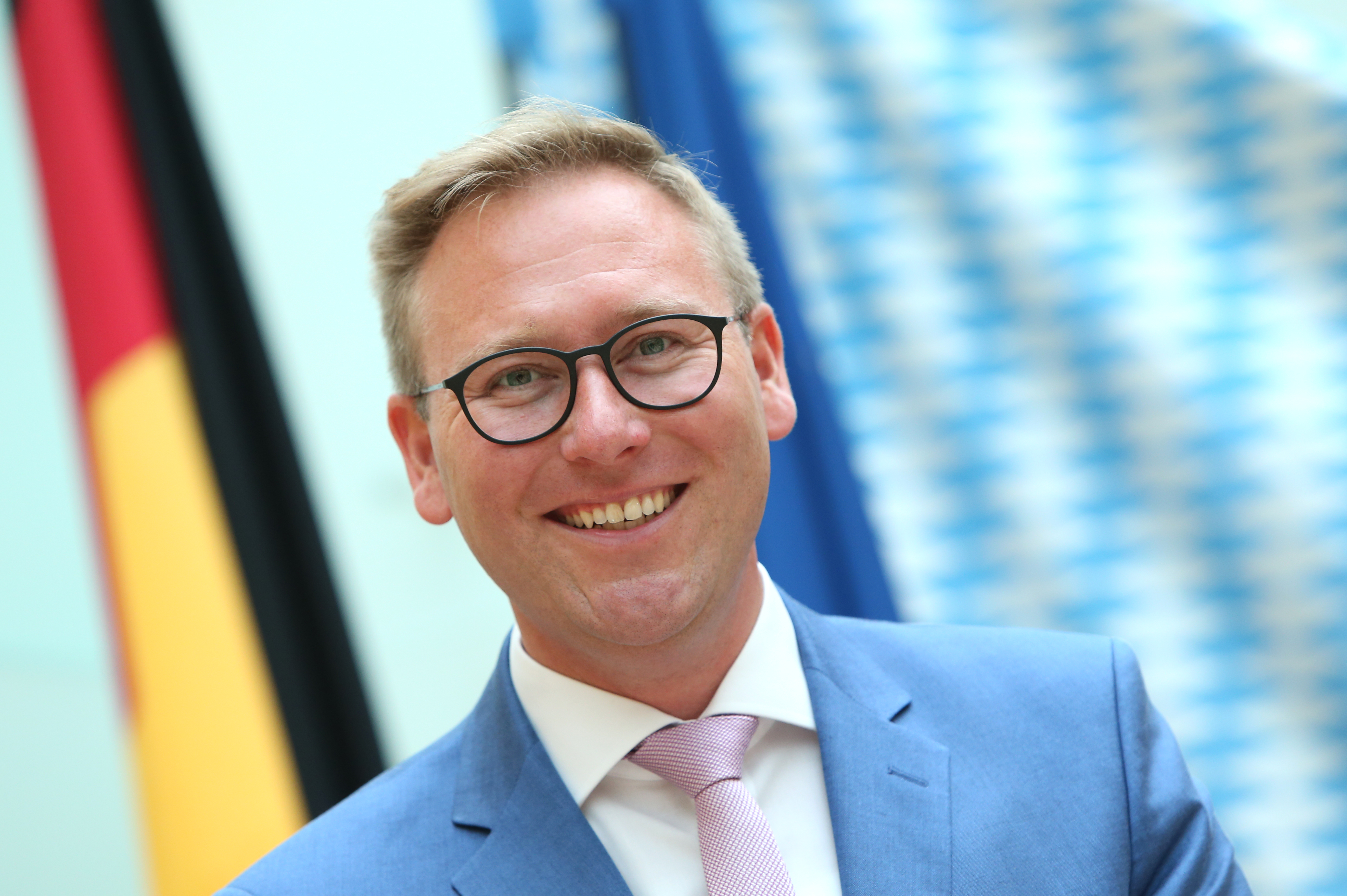
Benjamin Miskowitsch (2020)

Benjamin Miskowitsch (* 24. September 1984 in München) ist ein deutscher Politiker der CSU. Er ist seit November 2018 Abgeordneter des Bayerischen Landtages.

## Leben
Miskowitsch wuchs in Mammendorf auf, wo er bis heute wohnt. Nach dem Schulabschluss absolvierte er eine Ausbildung zum Bürokaufmann in einem mittelständischen Betrieb. Anschließend führte er selbständig fünf Jahre lang ein von ihm gegründetes Einzelhandelsunternehmen. Ab 2009 war er beim Verlag des Kreisboten tätig, zuletzt als Leiter der Geschäftsstelle in Fürstenfeldbruck sowie als Verkaufsleiter des Germeringer Anzeigers.
Miskowitsch ist verheiratet, hat einen Sohn und ist römisch-katholischer Konfession.

## Politik
Miskowitsch trat 2005 in die CSU ein und ist seit 2011 Mitglied im Vorstand des CSU-Kreisverbands Fürstenfeldbruck.
Seit 2008 ist er Mitglied des Gemeinderates in Mammendorf, wo er Feuerwehrreferent ist. Im Landkreis Fürstenfeldbruck sitzt er seit 2014 im Kreistag. Im Kreistag ist er Verbandsrat im Zweckverband für Rettungsdienst- und Feuerwehralarmierung und stellvertretender Verwaltungsrat für das Kreisklinikum Fürstenfeldbruck.
Bei der Landtagswahl am 14. Oktober 2018 wurde Miskowitsch mit 32,1 Prozent der Erststimmen als Direktkandidat im Stimmkreis Fürstenfeldbruck-Ost in den Bayerischen Landtag gewählt. Bei der Landtagswahl am 8. Oktober 2023 wurde er mit 35,5 Prozent der Erststimmen wiedergewählt. Im Landtag ist er Mitglied im Ausschuss für Wirtschaft, Landesentwicklung, Energie, Medien und Digitalisierung sowie im Ausschuss für Eingaben und Beschwerden. Zudem ist er stellvertretendes Mitglied im Ältestenrat des Bayerischen Landtags und Medienrat an der Bayerischen Landeszentrale für neue Medien.

## Ehrenamtliche Tätigkeit
Miskowitsch ist aktives Mitglied bei der Freiwilligen Feuerwehr Mammendorf, der Wasserwacht und der Schnell-Einsatz-Gruppe sowie der Unterstützungsgruppe der Sanitätseinsatzleitung des Bayerischen Roten Kreuzes (BRK). Dazu ist er stellvertretender Kreisvorsitzender des BRK und Stiftungsrat bei der Stiftung Kinderhilfe Fürstenfeldbruck. Außerdem ist er in diversen Vereinen und Verbänden engagiert.